# Centreville (Illinois)
Centreville je grad u američkoj saveznoj državi Ilinois. Prema popisu stanovništva iz 2010. u njemu je živjelo 5.309 stanovnika.